# Lissodendoryx derjugini
Lissodendoryx derjugini är en svampdjursart som först beskrevs av Breitfuss 1912.  Lissodendoryx derjugini ingår i släktet Lissodendoryx och familjen Coelosphaeridae.
Artens utbredningsområde är Norra Ishavet. Inga underarter finns listade i Catalogue of Life.